# Phyllophaga floridana
Phyllophaga floridana är en skalbaggsart som beskrevs av Robinson 1938. Phyllophaga floridana ingår i släktet Phyllophaga och familjen Melolonthidae. Inga underarter finns listade i Catalogue of Life.